# 河内琢夫
河内 琢夫（こうち たくお、1963年 - ）は、日本の作曲家である。東京都府中市出身。

## 経歴
洗足学園大学音楽学部(現洗足学園音楽大学)作曲専攻卒業後、同大学専攻科修了。
作曲を宍戸睦郎、ピアノを村上明美の各氏に師事を仰ぐ。
1988年武満徹主催「今日の音楽」第3回国際作曲コンクールに「ピアノと打楽器のためのムーヴメント」が入選、印象的なデビューを果たす。
1997年に作曲した「ヴァイオリン、ピアノと打楽器のためのDancing to my spirit」はカナダ先住民による同名彫刻に霊感を得たもので、1999年のルーマニアにおける国際現代音楽協会(ISCM)音楽祭<世界音楽の日々>に入選した。
その後も2000年に北方民族の説話から啓発を受けて制作された「ヴァイオリンとピアノのためのフォーク・テイルズ」、2003年、北の自然から着想を取った「弦楽四重奏のための天と地（星野道夫に献呈）」など、北方をはじめとする地域の自然や民俗をモチーフにした作品を多数発表。
2003年には横浜みなとみらいホールにて個展コンサートを開き、2007年には同所で第2回個展を開催、2021年に第3回目となる個展を開催した。
後期ロマン派、印象派からハードロック、プログレッシブ・ロックまでさまざまな音楽の影響を受け、調性とメロディを重視する現代的なリリシズムを追求する。2006年にはそれらと前衛的な要素を混交した「ジャズ・ボーカルとコンピュータのための曼荼羅のマリア」を発表した。
日本現代音楽協会、日本作曲家協議会各会員、深新會同人。
マザー・アース株式会社、JFC出版より楽譜が発売されている。

## 主な作品
- 打楽器アンサンブルのための「天の息」(1991)
- ピアノのための「春のソナチネ」(2003)[1]

- 弦楽四重奏のための「風、河そして星々」(2016)
- ディジュリドゥとチェロと打楽器のための「ソナタ・パシフィカII」(2017)
- パン・フルートと十三絃筝と打楽器のための「ある北方の小さな祭礼」(2019)